# Ленкі-Малі (Лодзинське воєводство)
Ленкі-Малі (пол. Łęki Małe) — село в Польщі, у гміні Лютутув Верушовського повіту Лодзинського воєводства.
Населення — 92 особи (2011).
У 1975-1998 роках село належало до Серадзького воєводства.

## Демографія
Демографічна структура станом на 31 березня 2011 року:
|          | Загалом | Допрацездатний вік | Працездатний вік | Постпрацездатний вік |
| -------- | ------- | ------------------ | ---------------- | -------------------- |
| Чоловіки | 52      | 12                 | 34               | 6                    |
| Жінки    | 40      | 6                  | 23               | 11                   |
| Разом    | 92      | 18                 | 57               | 17                   |